# Jacqueline Fernandez

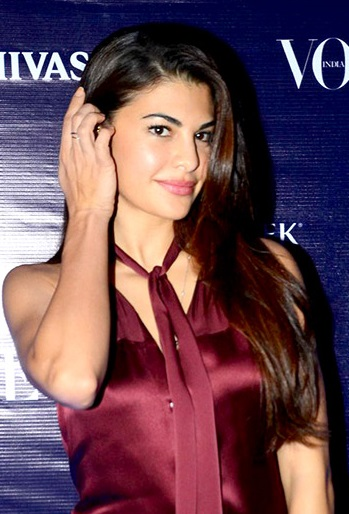
Jacqueline Fernandez (2016)

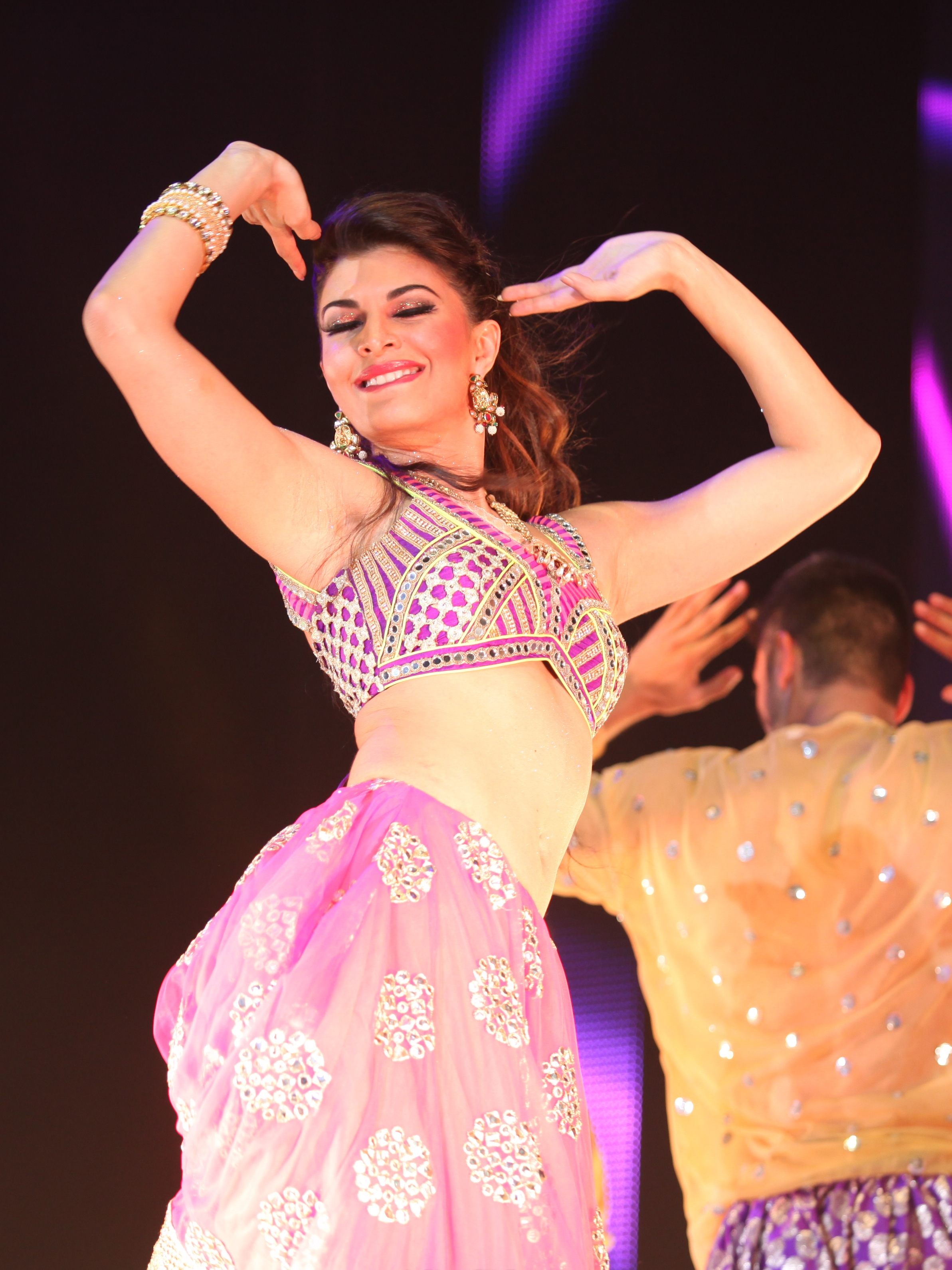
Jacqueline Fernandez im Stück Bollywood Showstoppers (2014)

Jacqueline Fernandez (* 11. August 1985) ist eine sri-lankische Schauspielerin und Model. Sie ist Gewinnerin der Miss-Universe-Wahl Sri Lanka 2006. Fernandez ist für ihre Arbeit in Hindi-Filmen bekannt. Sie gab ihr Schauspieldebüt 2009 mit dem Film Aladin. Nebenbei ist sie auch eine soziale Aktivistin und macht Werbung für Marken.

## Leben
Jacqueline Fernandez wurde in Bahrain geboren. Ihr Vater kommt aus Sri Lanka und ihre Mutter aus Kanada und Malaysia. Fernandez wuchs sowohl in Bahrain als auch in Sri Lanka auf. Ihre Urgroßeltern waren ursprünglich aus Goa, Indien. Sie hat eine Schwester und zwei Brüder und wuchs in Bahrain auf. Fernandez wollte schon als Kind Schauspielerin, später Fernseh-Reporterin werden und begann mit 14 Jahren, TV-Shows in Bahrain zu moderieren.
Nach ihrem Studium der Massenkommunikation in Australien zog sie nach Sri Lanka, wo sie bei ihren Großeltern wohnte, und arbeitete dort bei einem Fernsehsender. Von da an begann sie, zu berichten und forschte dem politischen Aufruhr nach.
Sie nahm Angebote als Model an und wurde 2006 zur Miss Sri Lanka Universe gekrönt. Sie vertrat Sri Lanka bei den Wahlen zur Miss Universe 2006 in Los Angeles, ohne jedoch eine Platzierung zu erreichen.
Im Jahr 2007 wirkte Fernandez erstmals in einem kommerziellen Musikvideo für das sri-lankische Duo Bathiya und Santhush mit.

## Filmografie
- 2009: Aladin
- 2010: Jaane Kahan Se Aayi Hai
- 2010: Housefull
- 2011: Murder 2
- 2012: Housefull 2: The Dirty Dozen
- 2013: Race 2
- 2013: Ramaiya Vastavaiya (Gastauftritt im Lied Jadoo Ki Jhappi)
- 2014: Kick
- 2015: Roy
- 2015: Brothers
- 2016: Housefull 3
- 2016: Dishoom
- 2017: A Gentleman
- 2017: Judwaa 2
- 2018: Race 3
- 2019: Drive
- 2020: Mrs. Serial Killer
- 2024: Kill 'Em All 2 (Töte Sie! 2)
- 2025: Fateh
- 2025: The Routes
- 2025: Hai Junoon! Dream. Dare. Dominate. (Fernsehserie)

## Auszeichnungen (Auswahl)
Filmfare Awards
- 2010: Star Plus Debut of the Year – Female – Aladin

Stardust Awards
- 2010: Exciting New Face – Aladin

7th Annual Central European Bollywood Awards
- 2010: Breakthrough Female – Aladin

Stardust Awards
- 2012: Best Actress (Thriller/Action) – Murder 2

Filmfare Awards
- 2013: Best Supporting Actress – Housefull 2: The Dirty Dozen

12th Teacher’s Achievement Awards
- 2013: Artistic Versatility

Asianet Film Awards
- 2013: Most Stylish Bollywood Actor

Stardust Awards
- 2014: Style Diva of 2014[1]